# 奥谷謙三
奥谷 謙三（おくたに けんぞう、1926年（大正15年）3月4日 - 没年不明）は、日本の実業家。神戸不燃板工業元社長。日本モクセン板協会元会長。神戸市立谷上小学校元PTA会長。
長男は自由民主党衆議院議員（2期）や神戸不燃板工業副社長を務めた奥谷通。孫は兵庫県議会議員（3期）の奥谷謙一。

## 経歴
兵庫県武庫郡山田村（現・神戸市北区）出身。1942年（昭和17年）、兵庫県立三田農林学校（現：兵庫県立有馬高等学校）を卒業。兵役後、梱包材料業を創業。1951年（昭和26年）3月1日、断熱・遮音・脱臭に効果がある不燃材の木繊セメント板を製造する大池木毛工業を設立し、社長に就任。1965年（昭和40年）から1966年（昭和41年）まで神戸市立谷上小学校PTA会長を務める。
1969年（昭和44年）6月1日、大池木毛工業を神戸不燃板工業所に改称。1973年（昭和48年）4月1日、神戸不燃板工業所を神戸不燃板工業に改称。
なお神戸不燃板工業は2024年（令和6年）2月9日、売上不振による資金繰りに窮し、破産手続き開始を決定した。納品先だった官庁の建築工事が減少し続け、さらに新型コロナウイルス感染拡大による工事の延期や予定案件の中止なども相次いだためという。負債総額は約1.5億円。売上高はピーク期で約2.6億円だったが、2021年（令和3年）3月期は約0.5億円だった。

## 神戸不燃板工業とモクセン板
基本的な出典は「『日本の建材産業 1981年版』シーエムシー」のp39より。
モクセン板とは神戸不燃板工業が開発した木毛・木繊板の一種。幅の広い木繊で板曲と並行に横に延びる層をつくり、小さい木片や木毛で密閉し、内部の空気層が板平面と並行に伸びる厚さ20～70m/m（ミリメートル）のもの。
1971年（昭和46年）に優良建材に認証されてより、同社がリーダーとなって日本モクセン板協会を設立して普及につとめた。1980年（昭和55年）3月期には約2億円の売り上げを誇り、この普及拡大によって生産拠点を全国的につくるため、製造販売権譲渡による企業化をすすめた。また輸出面でも、1981年（昭和56年）1月には台湾の恭和貿易有限公司に対して実施権を供与した。

## 人物
趣味は読書。

## 家族
- 妻・喜代子（1928年（昭和3年）10月25日生）
高等女学校卒[1][5]。
- 長男・通（本名・通敏）（1951年（昭和26年）10月7日生） 
甲南大学法学部卒[1]。自由民主党衆議院議員（2期）、兵庫県議会議員（2期）[1]。神戸不燃板工業元副社長[6][7][10]。
  - 孫・謙一（1985年（昭和60年）8月13日生） 
甲南大学大学院法律研究科修了。弁護士、兵庫県議会議員（3期）。
- 次男・武司（1953年（昭和28年）7月8日生） 
甲南大学法学部卒[1]。神戸不燃板工業社長[1][2]。
- 三男・完治（1955年（昭和30年）8月28日生） 
甲南大学法学部卒[1]。神戸不燃板工業取締役[1][11]。